# Nihoa variata
Nihoa variata är en spindelart som först beskrevs av Tord Tamerlan Teodor Thorell 1881.  Nihoa variata ingår i släktet Nihoa och familjen Barychelidae. Inga underarter finns listade i Catalogue of Life.